# София Лейдис 2021
Футболен клуб „София Лейдис 2021“ или само „София Лейдис“ е български женски футболен отбор от град София, който се състезава в Женското първенство на България по футбол, най-високото ниво на женския футбол в България. 

## История
„София Лейдис 2021“ е основан на 28 юли 2023 г. и цели да популяризира женския футбол в България. Отборът официално се присъединява към Женското първенство на България по футбол през август 2022 г. През август 2023 г. отборът мести тренировките си на стадион „Академик“ в София.
През сезон 2023/2024 г. отборът достига до финала на националното първенство.

## Играчи

### Състав на водещия женски отбор
към 26 август 2023
| №  | Позиция | Държава  | Име                    |
| -- | ------- | -------- | ---------------------- |
| 3  | З       | България | Кирилка Станчова       |
| 4  | З       | България | Цвета Димитрова        |
| 6  | З       | България | Божидара Костадинова   |
| 7  | Н       | България | Никол Илиева (капитан) |
| 8  | П       | България | Денислава Вълчинова    |
| 9  | З       | България | Цветелина Иванова      |
| 12 | В       | България | Ния Йорданска          |
| 15 | П       | България | Доника Андонова        |
| 17 | Н       | България | Мария Спасова          |
| 16 | З       | България | Вероника Софрониева    |
| 18 | П       | България | Никол Величкова        |
| 23 | П       | България | Катерина Купанова      |
| 30 | П       | България | Румина Иванова         |

## Персонал

### История на мениджърите на клуба
| Дати   | Име          | Отличия |
| ------ | ------------ | ------- |
| 2022 – | Мартин Илиев |         |

## Сезони
| Сезон       | Първенство                  | Първенство | Първенство | Първенство | Първенство | Първенство | Първенство | Първенство | Първенство | Първенство | Първенство | Купа на България | Други състезания | Други състезания |
| Сезон       | дивизия                     | Ниво       | П          | У          | г          | Л          | Е          | А          | GD         | точки      | поз        | Купа на България | Други състезания | Други състезания |
| ----------- | --------------------------- | ---------- | ---------- | ---------- | ---------- | ---------- | ---------- | ---------- | ---------- | ---------- | ---------- | ---------------- | ---------------- | ---------------- |
| 2022 – 2023 | Женско първенство по футбол | 1          | 24         | 3          | 1          | 20         | 27         | 167        | −140       | 10         | 10-и       |                  |                  |                  |
| 2023 – 2024 | Женско първенство по футбол | 1          |            |            |            |            |            |            |            |            |            |                  |                  |                  |

| Шампиони | Подгласници | Трето място | Повишен | Изпаднал |